# Marie-Hélène Parizeau
Marie-Hélène Parizeau, née le 11 septembre 1959, est une philosophe québécoise spécialisée en morale et en éthique appliquée (bioéthique et éthique de l’environnement).

## Biographie
Marie-Hélène Parizeau, fille de Robert Parizeau, naît le 11 septembre 1959. Son oncle est Jacques Parizeau, premier ministre du Québec de 1994 à 1996. Elle obtient un baccalauréat spécialisé en sciences biologiques de l’Université de Montréal en 1980, puis une maîtrise en philosophie de la même université en 1983. Par la suite, en France, elle obtient un DEA à l'université de Paris XII en 1984, puis un doctorat en philosophie à la même université sous la direction d'Anne Fagot-Largeault. En 1987, Marie-Hélène Parizeau commence sa carrière de professeure à l'Université Laval, où elle enseigne encore en 2021.
En 2015, elle est membre de la Commission mondiale d’éthique des connaissances scientifiques et des technologies (COMEST), de l'Unesco.

## Œuvres
- Marie-Hélène Parizeau, Hôpital et Éthique. Rôles et défis des comités d'éthique clinique, Québec: Presses de l'Université Laval, février 1999, 264 p.
- Marie-Hélène Parizeau (dir.) et Soheil Kash (dir.), Pluralisme, modernité, monde arabe. Politique, droits de l’homme et bioéthique, Québec: Presses de l'Université Laval, août 2001, 372 p.
- Marie-Hélène Parizeau (dir.) et Soheil Kash (dir.), De l’inégalité dans le dialogue des cultures: mondialisation, santé et environnement, Québec: Presses de l'Université Laval, mars 2005, 300 p.
- Marie-Hélène Parizeau (dir.) et Soheil Kash (dir.), Néoracisme et dérives génétiques, Québec: Presses de l'Université Laval, décembre 2006, 308 p.
- Georges Chapouthier et Marie-Hélène Parizeau, L'Être humain, l'animal et la technique, Québec: Presses de l'Université Laval, coll. « Bioéthique critique », 2007, 258 p.
- M.-L. Delfosse (dir.), M.-H. Parizeau (dir.) et J.-P. Amann (dir.), La Recherche clinique avec les enfants : à la croisée de l'éthique et du droit. Belgique, France, Québec, Québec: Presses de l'Université Laval, coll. « Bioéthique critique», 2009, 511 p.
- Marie-Hélène Parizeau, Biotechnologies, Nanotechnologies, Écologie : entre science et idéologie, coll. « Sciences en question », Paris: Éditions Quæ, 2010, 86 p.
- J.-P. Pierron (dir.) et M.-H. Parizeau (dir.), Repenser la nature : Dialogue philosophique Europe, Asie, Amériques, coll. « Bioéthique critique », Québec, Presses de l'Université Laval, 2012, 447 p.
- M. Le Sommer (dir.) et M-H Parizeau (dir.), Éthique de la relation de soin : Récits cliniques et questions pratiques, Paris, Éditions Séli Arslan, 2012, 152 p.
- M.-H. Parizeau (dir.) et J.-P. Le Goff (dir.), Au cœur des débats. Les grandes conférences publiques du Prix Gérard Parizeau 2000-2010, Presses de l'Université de Montréal, 2013.